# Flagstaff (Sudafrica)
Flagstaff è un centro abitato del Sudafrica, situato nella provincia del Capo Orientale.